# 潮騒のメモリー
「潮騒のメモリー」（しおさいのメモリー）は、小泉今日子が天野春子（小泉今日子）名義で2013年7月31日にリリースしたシングル。

## 制作
小泉にとっては、1999年8月4日に発売した「for my life」以来約14年ぶりとなるシングルリリース。
名義の天野春子は、2013年上期のNHK連続テレビ小説『あまちゃん』内で小泉が演じている役名で、主人公・天野アキ（能年玲奈）の母親という役柄であり、このドラマの挿入歌として製作された楽曲である。
劇中では女優・鈴鹿ひろ美（薬師丸ひろ子）の出世作であり、鈴鹿が主演を務めた1986年の正月映画「潮騒のメモリー」の主題歌として大ヒットした楽曲という設定で、第7週「おらのママに歴史あり」より使用されている。劇中では長らく鈴鹿の持ち歌として紹介されていたが、第16週「おらのママに歴史あり2」において、レコード化された「潮騒のメモリー」は音痴だった鈴鹿の影武者（代役）として若き日の春子が歌っていたことが明かされている。この他、アキとアキの親友・足立ユイ（橋本愛）によるユニット「潮騒のメモリーズ」の持ち歌として、お座敷列車でのイベントや海女カフェでのイベントで披露されている。番組の最終盤では、鈴鹿ひろ美が2012年6月30日に海女カフェで行った復興支援チャリティーリサイタルで自らの声で披露した上で、2番歌詞の一部を変更している(153話)。この歌詞の変更は、北三陸鉄道開通式典終了後のアキとユイのお座敷列車でも採用されている(156話)。ドラマの脚本と作詞を担当した宮藤官九郎によれば、歌詞の変更は最初から考えていたものではなく、「鈴鹿ひろ美だったらこのまま歌わないだろうな」と思って、最終週の台本を書いている時に決めたという。なお、オリジナルのキーはCマイナー(ハ短調)だが、薬師丸は全音高いDマイナー(ニ短調)に移調したバージョンで歌った。伴奏はピアノ江藤直子、ギター大友良英、チェロ笠原あやの、ヴァイオリン丸山明子による四重奏で、事前に演奏した録音に合わせるのではなく、ドラマ撮影の一部として生演奏だった。
この曲は制作時点からドラマの全編にわたって重要な位置づけが与えられる楽曲として設定されており、ドラマ放送開始前の2012年9月から2013年にかけて制作された。宮藤は、ドラマのストーリーに繋がる「タクシー」「17」「北」などのキーワードを盛り込んだ上で「小泉さんが切なげに歌う表情を思い浮かべ約5分で書きました」と語った。小泉も「楽曲の世界観を大切に、もう全力で17歳のマーメイドな気分で歌いました。」とコメントしている。
この歌詞に曲を付けたのは、ドラマの音楽を担当している大友良英と、サウンドトラック製作に参加しているSachiko Mの共同作業によるもの（楽曲の骨格の部分、約7割ほどはSachiko Mが担当した）。大友とSachiko Mは1980年代のアイドルソングを研究しつつ「若い子が歌ってもかわいくなるように」といったドラマの演出担当からの注文も踏まえながら数か月にわたり試行錯誤（最終的にデモ音源ができあがったのは、年が明けた2013年1月1日）。レコーディングに入る前の段階で、大友とSachiko M、ストリングスアレンジの江藤直子 (Giulietta Machine) に歌唱の小泉とレコーディングや演出スタッフが加わってNHK放送センター506スタジオで最終的な作曲の打ち合わせが行われ、その際に、最後まで残った二つのバージョンの中から現在のバージョンが選ばれた。さらに「波のように」は江藤のアイディアで、サビ前の「はげしく」の歌い上げや、終盤の「好きよ、嫌いよ」のフレーズほか細かいニュアンスに小泉のアイディアも盛り込みながら楽曲が仕上げられていった。また、このときに『スコラ 坂本龍一 音楽の学校』の収録に来ていた坂本龍一が合間にスタジオを訪ね、エレピを使い十数分ほど皆で音を出しながら作曲打ち合わせに参加している。「つかまえて」の部分のメロディは坂本によるもの。ここで決定した曲の完成形をもとに大友が全体のアレンジを、江藤がストリングスのアレンジを担当し、最終的にはビクターのスタジオで2日間にわたり録音が行われた。なおコーラス部分のアレンジは、高瀬"Makoring"麻里子を中心にサンズリバーズのメンバーが録音時にいくつものバージョンをつくり、最終的に現在のバージョンが選ばれた。
レコーディング時点ではストリングスやコーラスパートも加わった完全生演奏で行われたが、ドラマ内ではストーリーの展開上、この音源を元にギタリストの高井康生がアレンジしたオリジナルカラオケ音源が先に公開され、NHKのドラマスタッフが作成したカラオケ映像と共に公式サイト内で公開されている。
本編最終156回（2013年9月28日）の末尾、並びに2013年12月31日放送の第64回NHK紅白歌合戦での「あまちゃん」のコーナー企画において、潮騒のメモリーズ（能年・橋本）、天野春子（小泉）、鈴鹿ひろ美（薬師丸）によるリレー形式で本楽曲を歌唱した。なお、正式な出場歌手ではなくドラマの役名での歌唱ではあるものの、小泉は1988年（第39回）以来25年ぶりの出演で、薬師丸は歌手としては紅白初出演となった。

## リリース
放送中からCDシングル化および配信シングル化を希望する声が殺到していたが、上述のとおり楽曲の位置付けがドラマの筋に大きく関わる内容のため全貌を出せないという理由で、2013年6月19日発売の『連続テレビ小説「あまちゃん」オリジナル・サウンドトラック』にも収録されておらず、6月末の時点ではリリース未定となっていたが、劇中で春子が歌っていたことが明らかになった7月20日にリリースが発表された。
「1986年の大ヒット曲」という楽曲コンセプトにちなみ、初回盤はアナログEP風の紙ジャケ仕様となっており、さらに価格も1986年当時のアナログEP盤と同じ700円（税込）となっている。カップリングはカラオケバージョン。また、初回盤には、EP盤が当たる懸賞応募ハガキも封入されている。ジャケットデザインはドラマでもアニメーションを手がける鉄拳による、映画「潮騒のメモリー」の1シーンを描いた（という設定の）イラストとなっている。
2013年8月28日に発売されたドラマのコンピレーション・アルバム『あまちゃん 歌のアルバム』には本作に収録されたオリジナルバージョンに加えて、潮騒のメモリーズによるお座敷列車バージョン、荒巻太一（古田新太）によるデモバージョンの3種類と潮騒のメモリー（スナック梨明日カラオケ）が収録されている。更に同日、iTunesから配信リリースされた『あまちゃん 歌のアルバム 別冊』では、Sachiko Mによる「潮騒のメモリー（秘蔵デモ）」が配信されている。
2014年の夏に、ロケ地の久慈でしか入手出来ない“久慈限定ジャケット盤”が販売。ジャケットは紙ジャケ仕様(アナログEP風レトロパッケージ)で全部で3種類。劇中で繰り広げられた舞台で架空の街「北三陸」の“残念なお土産”をコンセプトに、袖が浜の記念スタンプ風味のAタイプ、K3RKDNSP（北三陸を今度こそ何とかすっぺ）バージョンのBタイプ、鈴鹿ひろ美がリリースしたPRINCESS RECORDバージョンのCタイプ。

## チャート成績・受賞
CD版は2013年7月30日付のオリコンデイリーランキングで3位を記録。その後は2013年8月1日 - 3日まで連続で1位を獲得した。
8月12日付オリコンチャートで初登場2位を獲得。小泉にとってシングルランキングTOP3入りは1993年2月22日付で3位になった「優しい雨」（1993年2月発売）以来約20年半ぶりで、TOP10入りも「月ひとしずく」以来約18年9か月ぶりとなり、女性ソロアーティスト歴代4位（当時）に相当する記録である。また、8月19日付のオリコンチャートでも9位、8月26日付のオリコンチャートでも8位にランクインして、1993年2月15日（2位） - 22日付（3位）- 3月1日付の「優しい雨」以来約20年半ぶりとなる3週連続TOP10入りを果たす。日本レコード協会からは出荷10万枚以上のゴールドディスク作品に認定された。2013年9月27日現在の推定累積売上数は14.8万枚。
また、CD発売に先駆けて7月20日より着うた、メロディコール/待ちうた、iTunes着信音などによる先行配信が開始され、7月17日 - 30日間の週間チャートで2週連続1位となり、7月度の月間チャートでも1位となった。また、8月6日から開始されたフル配信でもiTunes Storeでは初日から1位を獲得し、レコチョク、moraでも1位を獲得した（moraではWeeklyランキング1位も獲得）。
2013/08/23付(対象期間：2013.08.03-2013.08.16)の有線ランキング 「邦楽リクエストランキング」でも2位を獲得。
本作は第78回ザテレビジョンドラマアカデミー賞でドラマソング賞を受賞した。また、作曲を手掛けた大友良英とSachiko Mはこの曲で第55回日本レコード大賞作曲賞を受賞した。

## 収録曲
1. 潮騒のメモリー
  - 作詞：宮藤官九郎 / 作曲：大友良英・Sachiko M
  - ストリングスアレンジ：江藤直子
  - コーラスアレンジ：makoring & サンズリバーズ
  - プロデュース・編曲：大友良英
2. 潮騒のメモリー（オリジナル・カラオケ）

## 制作スタッフ
- ピアノ - 江藤直子
- キーボード - 近藤達郎
- ギター - 今堀恒雄、大友良英
- ベース - かわいしのぶ
- ドラムス、パーカッション - 芳垣安洋
- ストリングス - 金原ストリングス
- コーラス - サンズリバーズ（高瀬"Makoring"麻里子、飯田希和、加藤圭子）
- エンジニア - 薮原正史
- ディレクター - 木谷徹（ビクター）
- 制作 - 佐々木次彦
- プロデュース - 荒巻太一（USO）

スタッフ出典：

### 註釈
1. ↑  12cmCDシングルでの発売は「Nobody can, but you」以来約15年ぶり。
2. ↑  演じているのは有村架純だが、歌そのものは小泉の歌唱を使用している。
3. ↑  このシーンの収録は、鈴鹿役を演じる薬師丸の希望もあって、実際の薬師丸の歌唱を録音しながらのドラマの収録を行うという、通常はあまり行われない手法が用いられたという[5]。
4. ↑  「あまちゃん」のオープニングテーマに歌詞がないことに関して、大友は「『潮騒のメモリー』という、重要なサブメインテーマと呼べる曲があるから、オープニングを歌にするのはあり得ない」と語っている[8]。
5. ↑  後に「5分は大げさです。要はあまり考えないで書こうと思ったんです。」と述べている[9]
6. ↑  Wikipediaにおけるこの段落の記述は、「正確を期したいので」との理由から2013年8月22日 (木) 03:35 (UTC) に大友良英本人が行ったもの（差分）である[11][12]。
7. ↑  2005年（第56回）にゲスト審査員として、2007年（第58回）に応援ゲストとして出演。翌年の2014年（第65回）に正式な出場歌手として初出場。
8. ↑  大友は「あまちゃん オープニングテーマ」と本曲の2曲で受賞した。

## 参考資料
- 大友良英 (2013年7月20日). “潮騒のメモリー 制作メンバー”.   大友良英のJAMJAM日記. 2013年7月21日閲覧。
- 大友良英、Sachiko M、江藤直子 (17 August 2013). "#175". 大友良英のJAMJAMラジオ (Podcast). KBS京都ラジオ. 2013年8月19日閲覧。
- “みんなといっしょに作って、みんなが歌ってくれた“潮騒のメモリー”by 音楽家・大友良英”. NHK連続テレビ小説「あまちゃん」公式サイト.   日本放送協会. 2013年12月6日閲覧。